# Ambystoma maculatum
Ambystoma maculatum és una espècie d'amfibi urodel pertanyent a la família Ambystomatidae. Pot ser trobada a les regions orientals de Nord-amèrica, des d'Ontario i Nova Escòcia fins a Geòrgia i Texas.